# Kulturpolitische Gesellschaft

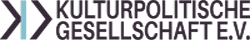
Logo der Kulturpolitischen Gesellschaft

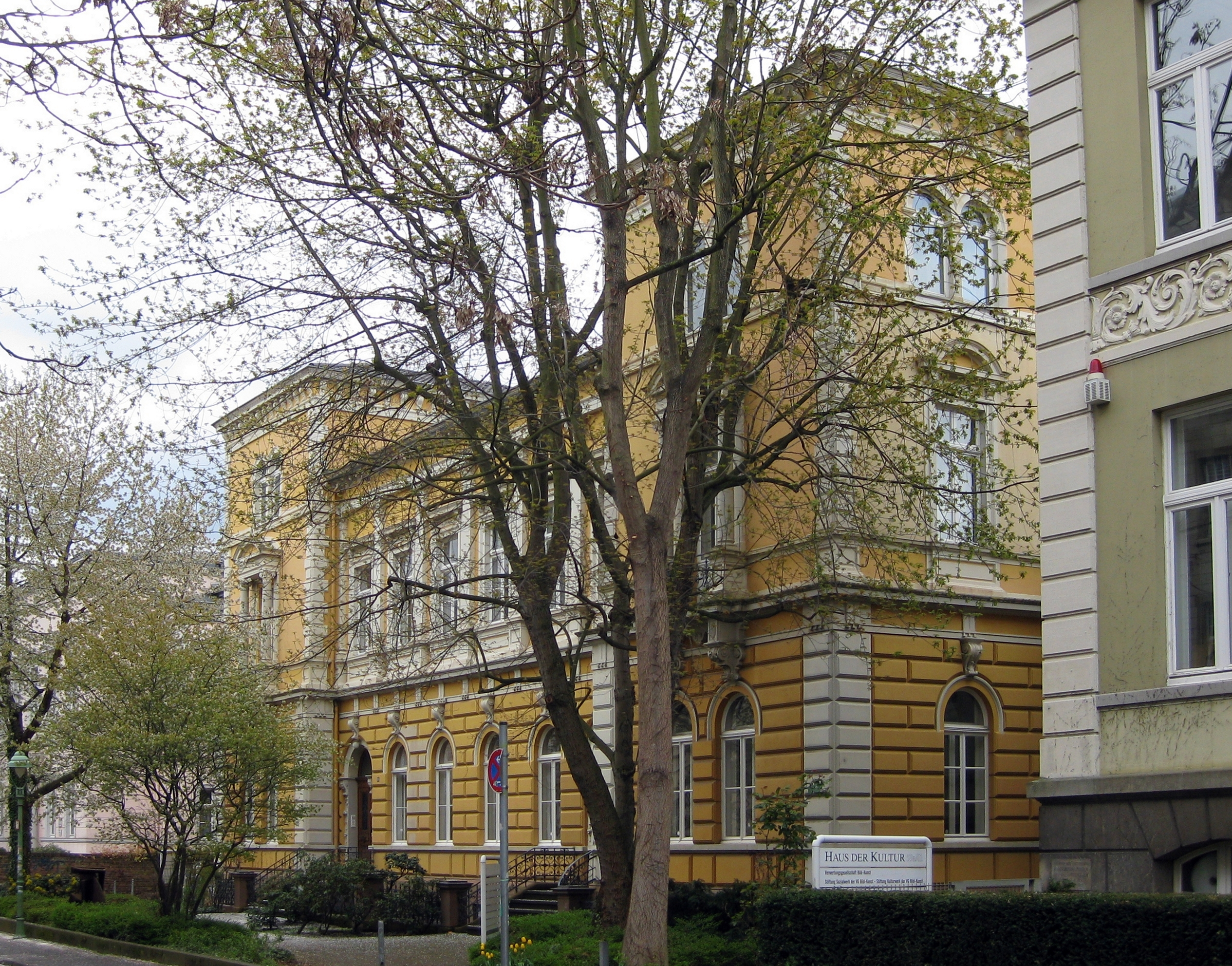
Sitz der Gesellschaft im Bonner Haus der Kultur (2012)

Die Kulturpolitische Gesellschaft e. V., abgekürzt auch KuPoGe, ist eine am 10. Juni 1976 in Hamburg-Altona mit 169 Mitgliedern gegründete bundesdeutsche Vereinigung kulturpolitisch interessierter Personen und Institutionen mit Sitz in Bonn.

## Geschichte
Die Gesellschaft wurde auf Anregung von Teilnehmern der „Loccumer Kulturpolitischen Kolloquien“ der Evangelischen Akademie in Loccum 1976 in Hamburg gegründet. Initiatoren waren mehrere in der Ära der sozialliberalen Koalition bekannt gewordene kulturpolitische Akteure wie Hermann Glaser und Hilmar Hoffmann. Gründer waren der Gründungsvorsitzende Olaf Schwencke sowie Alfons Spielhoff. Bis in die 1980er Jahre hinein war die Kulturpolitik der jeweiligen Bundesregierungen wenig spektakulär. In den oft mehrstündigen Regierungserklärungen pflegten kulturpolitische Themen allenfalls drei bis vier Minuten einzunehmen. Die Förderstrukturen waren wenig transparent; überdies fehlte es angesichts der föderalistischen Struktur und der Länderkompetenz für Kultur an einem übergreifenden Erfahrungsaustausch und an programmatischen Debatten. Bis heute sind die Aktivitäten der Bundesländer auf dem Gebiet der Kultur nur schwer zu quantifizieren und wegen der unterschiedlichen Behandlung in den jeweiligen Landeshaushalten kaum zu vergleichen.
In dieser Situation lag die Gründung einer Arbeitsgemeinschaft nahe, die sich zur Aufgabe machte, die kulturpolitische Entwicklung in den Städten, Regionen, Ländern sowie bundesweit und im internationalen Vergleich zu beobachten, kunstschaffende und -vermittelnde Einrichtungen zu beraten und neue Programme, Trägerschaftsstrukturen und Finanzierungsmodelle anzuregen. Der Verein ist weder ein berufsständischer Interessenverband noch an Parteien, Kirchen oder Gewerkschaften gebunden. Obwohl er den Dialog mit der Politik sucht, versteht er sich nicht als Lobby wie der 1981 gegründete Deutsche Kulturrat oder der Kulturrat NRW, in denen die Kulturpolitische Gesellschaft als institutionelles Mitglied oder mit Gaststatus vertreten ist, sondern eher als „Denkfabrik“.
Als Hauptziel des Vereins formulierten die Gründer, den Prozess der kulturellen Demokratisierung voranzutreiben. Zur Umsetzung dieses Ziels sei es, wie es in der Grundsatzerklärung von 1976 hieß, notwendig,
- die Trennung der ästhetischen und geistigen Welt von den Realitäten des Alltags zu überwinden;
- die Entfaltung und Entwicklung sozialer, kommunikativer und ästhetischen Möglichkeiten und Bedürfnisse sowie Beteiligung aller Bürger am Kulturleben zu fördern;
- kulturelle Alternativen und Innovationen zum traditionellen Kulturangebot zu ermöglichen.

Die Gesellschaft erregte Aufsehen mit Thesenpapieren wie Kulturpolitik ist Gesellschaftspolitik (1976) oder der Hagener Erklärung (1993). Sie hat den Begriff Soziokultur in der kulturpolitischen Debatte verankert und sich für die Gründung des Fonds Soziokultur (1986) eingesetzt, in dessen Gremien sie seit 1988 mitwirkt. Von 1990 bis 1994 baute sie ein Büro für die neuen Bundesländer in Berlin auf.
Nachdem die Gesellschaft zunächst in Köln angesiedelt war, zog sie 1982 nach Hagen um, wo ihr der Hohenhof im Stadtteil Emst als Geschäftsstelle diente. Seit Juni 1996 hat sie ihren Sitz in Bonn, wo sie im Vereinsregister des Amtsgerichts eingetragen ist (VR 8284) und im Haus der Kultur, Weberstraße 59 residiert.
1977 führte die Gesellschaft die erste von bisher 67 Tagungen in Loccum durch. 1993 wurde in Dortmund ein Kongress unter dem Titel Blick zurück nach vorn ausgerichtet. Im Jahr 2001 bildete die Tagung kunst.macht.kulturpolitik den Auftakt einer Serie von bisher fünf kulturpolitischen Bundeskongressen mit selbem Titel.
Auf der Mitgliederversammlung im September 2012 in Berlin wurde ein neues Grundsatzprogramm mit dem Leittitel Kulturpolitik ist Gesellschaftspolitik einstimmig verabschiedet. Kernpunkt bildet das Staatsziel Kultur im Grundgesetz sowie eine gesetzliche Verankerung der Kultur als pflichtige Selbstverwaltungsaufgabe der Kommunen. Weitere Themenbereiche bilden etwa Publikum im Wandel, Kultur in der digitalen Gesellschaft, Interkulturelle Öffnung und Kultur- und Kreativwirtschaft.

## Struktur und Vorstand
Die Gesellschaft nimmt Institutionen und Einzelpersonen als Mitglieder auf. Im Jahr 1981 hatte die Kulturpolitische Gesellschaft 650 Mitglieder; im Jahr 2003 waren es 1.400 Einzelmitglieder und 200 korporative Mitglieder, darunter Kulturdezernenten, Wissenschaftler, Künstler und Schriftsteller sowie Mitarbeiter kulturpolitisch relevanter Einrichtungen. 2016 betrug die Zahl der Einzelmitglieder 1.300, die der Korporativen Mitglieder 200.
2021 bestehen 14 Regional- und Landesgruppen der Kulturpolitischen Gesellschaft, darunter in Baden-Württemberg, Bayern, Berlin-Brandenburg, Hamburg, Hessen, Mecklenburg-Vorpommern, Niedersachsen, Nordrhein-Westfalen, Rhein-Neckar, Österreich, Saarland, Sachsen-Leipzig, Schleswig-Holstein und Thüringen. Die neuen Bundesländer sind bei den regionalen Aktivitäten unterrepräsentiert.
Vorsitzender des Vereins und Präsident war von 1997 bis 2018 Oliver Scheytt, seine beiden Stellvertreter waren Iris Jana Magdowski (bis 2017 Beigeordnete für Bildung, Kultur und Sport der LH Potsdam) und Tobias J. Knoblich (Kulturdirektor der Stadt Erfurt) sowie Schatzmeister Kurt Eichler (Geschäftsführer der Kulturbetriebe Dortmund). Als Beisitzer wurden neu in den Vorstand gewählt Andreas Bialas (SPD) aus Nordrhein-Westfalen sowie Andrea Hausmann von der Europa-Universität Viadrina Frankfurt/Oder, der Kulturbürgermeister der Landeshauptstadt Dresden, Ralf Lunau, Birgit Mandel von der Universität Hildesheim sowie die Studentin der Kulturwissenschaften Friederike Menz aus Holzminden.
Von 1987 bis Ende 2019 war Norbert Sievers Geschäftsführer und nach einer Neustrukturierung im Frühjahr 2013 war er seit dem 1. Juli 2013 bis Ende 2019 Hauptgeschäftsführer und zudem wissenschaftlicher Leiter des Instituts für Kulturpolitik. Als neuer Geschäftsführer wurde ihm Marc Grandmontagne zur Seite gestellt, der im Januar 2017 als geschäftsführender Direktor zum Deutschen Bühnenverein wechselte. Anfang Februar 2017 hat der Vorstand der Kulturpolitischen Gesellschaft als neue Geschäftsführerin die gebürtige Österreicherin Barbara Neundlinger bestellt, die ihre Arbeit am 1. Juni 2017 aufgenommen hat. Zum 1. Juni 2022 übernahm die Psychologin Katherine Heid (insbesondere in der Kinder- und Jugendarbeit) die Geschäftsleitung von Barbara Neundlinger. Auf der 18. Ordentlichen Mitgliederversammlung in Bonn wurde am 24. November 2018 Tobias J. Knoblich zum neuen Präsidenten gewählt. Vizepräsidentin wurde Sabine Dengel, Dezernentin für Bildung, Kultur und Jugend der Landeshauptstadt Saarbrücken. Zum 1. Januar 2020 hat der promovierte Sozialwissenschaftler Henning Mohr in der Nachfolge von Norbert Sievers, der aus Altersgründen ausgeschieden war, die Leitung des Instituts für Kulturpolitik übernommen. Damit übernimmt Mohr mit Katherine Heid auch die Geschäftsleitung der Kulturpolitischen Gesellschaft. Die kommissarische Geschäftsleitung hat derzeit Franz Kröger inne. Seit August 2023 wird eine neue Institutsleitung gesucht. Kommissarische Leiterin ist Ulrike Blumenreich.
Der Verein hat außerdem zwei Vizepräsidenten, einen Schatzmeister und sechzehn Beisitzer. Die Gesellschaft wird vom Ministerpräsidenten von Nordrhein-Westfalen gefördert.

## Aktivitäten
Das Aufgabengebiet der Gesellschaft umfasst derzeit:
- die Intensivierung der kulturpolitischen Debatte;
- die publizistische Vermittlung von Informationen und Meinungen zur Kulturpolitik;
- die Erarbeitung von wissenschaftlichen Expertisen, Bestandsaufnahmen und Forschungsaufträgen.

Die Gesellschaft ist Träger des 1996 gegründeten Instituts für Kulturpolitik, das seit 2000 vom Beauftragten der Bundesregierung für Kultur und Medien gefördert wird und in dem auch der Creative Europe Desk KULTUR (CED KULTUR) angesiedelt ist. Der CED KULTUR ist die nationale Kontaktstelle zur Kulturförderung der EU und informiert in Seminaren, Newslettern und auf ihrer Website zum EU-Förderprogramm Kreatives Europa KULTUR.
Seit 2008 unterhält die Gesellschaft die aus EU-Mitteln und vom Bundesministerium für Familie, Senioren, Frauen und Jugend geförderte Kontaktstelle Deutschland Europa für Bürgerinnen und Bürger (KS EfBB). Sie fördert Veranstaltungen und Publikationen, die den Bürgern die Europäische Union, ihre Institutionen sowie die zugrunde liegenden Werte näher bringen und der europäischen Integration dienen.
Ferner betreibt der Verein ein Projekt „Studium/Arbeitsmarkt Kultur“ und die Initiative „Faires Praktikum“ gegen Ausbeutung von Praktikanten im Kulturbetrieb.
Die Gesellschaft gibt seit 1977 vierteljährlich die Kulturpolitischen Mitteilungen (KuMi) (früher Kulturpolitischer Lagebericht), viermal jährlich einen Mitgliederrundbrief und seit 2001 das Jahrbuch für Kulturpolitik heraus. Ferner erscheinen, meist in Kooperation mit dem Essener Klartext Verlag drei Schriftenreihen: Dokumentationen (seit 1978, bisher 68 Titel), edition umbruch (seit 1993, bisher 25 Titel) und Materialien.
Jährlich verleiht die Gesellschaft einen Kulturpreis an eine beispielhafte soziokulturelle oder kulturpolitische Initiative.

## Träger des Kulturpreises der Kulturpolitischen Gesellschaft
Seit 1977 wird der Kulturpreis verliehen. Er versteht sich als Auszeichnung für innovative kulturelle Projekte und kulturpolitische Initiativen, welche die gesellschaftliche Verantwortung von Kunst und Kultur betonen. Nicht der individuelle „Kunstgenuss“ steht dabei im Mittelpunkt, sondern der kulturelle Austausch zwischen Menschen unterschiedlichster Herkunft über die Frage, wie wir gemeinsam leben wollen, so die KuPoGe. Bisherige Träger des Kulturpreises sind:
- 1977: Bürgerhilfe Sozialpsychiatrie Frankfurt/M. e. V.
- 1978: Arbeiterinitiative der Arbeitersiedlung Eisenheim in Oberhausen
- 1979: Verein SO 36 und Bürgerinitiative SO 36 in Berlin-Kreuzberg
- 1980: Europäisches Ausbildungszentrum für Handwerker im Denkmalschutz, Insel San Servolo, Venedig
- 1981: Selbstverwaltetes Kommunikationszentrum „KOMM“, Nürnberg
- 1982: Regionale Arbeitsstelle zur Förderung ausländischer Kinder und Jugendlicher (RAA) im Ruhrgebiet, Oberhausen
- 1983: TRAUM-A-LAND, Verein zur Förderung alternativer Lebensformen in der Provinz e. V., Boxberg-Wölchingen
- 1984: Kultur Kooperative Ruhr (KKR), Dortmund
- 1985: Soziokulturelle Zentren „Club Voltaire“, Tübingen, und „Goldener Anker“, Pforzheim
- 1986: Museum der Arbeit, Hamburg
- 1986: Freizeitheim Linden, Hannover (zusätzliche Auszeichnung für soziale Kulturarbeit).
- 1987: Jugendkunstschule im Kreativ-Haus, Münster
- 1988: Büro für ungewöhnliche Maßnahmen, West-Berlin
- 1989: Kinderzirkus Giovanni, Hannover-Wettbergen
- 1990: Kinderkunst-Galerie Sonnensegel, Brandenburg
- 1991: Deutschlandsender Kultur, Berlin-Ost
- 1992: Kulturscheune Lange Wiese, Haunetal
- 1994: Dokumentations- und Informationszentrum (DIZ) Emslandlager, Papenburg
- 1995: Radio SFB4 MultiKulti, Berlin
- 1996: Deutsch-Polnisches Literaturbüro Oderregion e. V., Frankfurt/Oder
- 1999: Bremer Initiative für Kultur »Anstoß« & Bremer Kulturrat
- 2001: Ehrenamtliche Mitarbeiter des Reiss-Museums, Mannheim
- 2002: Cranach-Stiftung, Wittenberg
- 2003: Werkstatt der Kulturen, Berlin
- 2004: Stiftung Geißstraße 7, Stuttgart
- 2005: Kulturelles Aktionsprojekt (KAP) Torgau e. V., Torgau
- 2006: Kulturhaus Kresslesmühle, Augsburg
- 2007: Unperfekthaus, Essen
- 2008: 48 Stunden Neukölln, Berlin
- 2009: künstLich e. V., Lich
- 2010: Archiv der Jugendkulturen, Berlin
- 2011: KulturForum TürkeiDeutschland[9]
- 2012: Keine Vergabe
- 2013: Theater am Rand im Dorf Zollbrücke im Oderbruch

## Zukunftspreis Kulturgestalten
2021 wurde erstmals der kulturpolitische Zukunftspreis Kulturgestalten in den Kategorien
- Einzelprojekte
- Netzwerke & Initiativen sowie
- Modellprojekte der Kommunen

verliehen.

## Finanzierung
Die Gesellschaft finanziert sich durch Eigenmittel (Mitgliedsbeiträge, Anzeigen, Publikationsvertrieb, Spenden) und erhält zur Finanzierung des Instituts für Kulturpolitik eine Grundförderung durch die Beauftragte der Bundesregierung für Kultur und Medien im Bundeskanzleramt.

## Olaf Schwencke Stiftung für Kulturpolitik
Der Gründungspräsident Olaf Schwencke stellte anlässlich seines 85. Geburtstages im Jahr 2021 der rechtsfähigen Verbrauchsstiftung einen Kapitalstock von 50.000 Euro für eine neue Stiftung zur Verfügung, die vor allem die Gesellschaft durch Recherchen von Dokumenten und Zeugnissen bei der wissenschaftlichen Aufarbeitung der Neuen Kulturpolitik unterstützen soll. Die Stiftung ist auf eine befristete Dauer von elf Jahren angelegt. Die rechtsfähige Anerkennung erfolgte am 21. März 2024, die erste Sitzung am 12. Juni 2024. Vorstand ist der Stifter selbst; die Geschäftsführung hat Norbert Sievers inne, ehemaliger Geschäftsführer der Kulturpolitischen Gesellschaft. Um das Stiftungsvermögen zu erhöhen, sind laut Satzung Zustiftungen möglich. Die Stiftung soll der Förderung von Projekten, die der wissenschaftlichen Aufarbeitung der Geschichte der Kulturpolitischen Gesellschaft und ihrer Ziele dienen. Für 2026 sind zum 50-jährigen Jubiläum der KuPoGe erste Aktivitäten angedacht.

## Mitglieder und Mitgliederstruktur
Ende Juni 2021 hatte die Gesellschaft 1.537 Mitglieder, davon 1.339 Einzelmitglieder und 198 Korporative Mitglieder. Regional gibt es große Unterschiede. Am stärksten vertreten sind die Mitglieder in NRW gefolgt von Berlin, Baden-Württemberg und Bayern. Der Anteil weiblicher Mitglieder betrug 52,5 Prozent; er steigt stetig. 2022 beträgt der Bestand 1.360 Einzelmitglieder sowie 199 Korporative Mitglieder; der Altersdurchschnitt liegt bei 53 Jahren. Neumitglieder sind deutlich jünger und werden immer jünger. 2021 lag der Frauenanteil bei den Gesamtmitgliedern bei 52,6 Prozent.

## Ehrenmitglieder
- 2011: Hermann Glaser (Kulturwissenschaftler und Kulturpolitiker)
- 2012: Paul Raabe (Literaturwissenschaftler und Bibliothekar)
- 2013: Gerhart Rudolf Baum (Bundesinnenminister a. D.)[16]
- 2023: Oliver Scheytt[17]
- 2024: Wolfgang Thierse